# Stalag I E
Stalag I E (oflag 56) – niemiecki obóz jeniecki okresu II wojny światowej.
Wiosną 1941 roku w oflagu VI E w Soest w Westfalii została powołana komenda oflagu 56 oraz batalion wartowniczy. Z dniem 25 maja 1941 OKW przekazało komendę obozu do dyspozycji I Okręgu Wojskowego. Po agresji na ZSRR rozpoczęto w Boguszach organizować obóz jeniecki.
Pierwsi jeńcy sowieccy  przybyli obozu już w czerwcu 1941 roku. W sierpniu 1941 było już ich około 10 000. W październiku w obozie wybuchła epidemia tyfusu plamistego. Podjęto decyzję decyzji o czasowej likwidacji oflagu. Na dzień 1 lutego 1942 w obozie znajdowało się 2186 jeńców, a 1 maja pozostało jedynie 22. Latem obóz odtworzono i nadano mu nazwę Stalag I E. Na dzień 1 sierpnia w obozie było już 609 osób. Z dniem 1 listopada 1942 ostatecznie zlikwidowano obóz, a załogę przeniesiono do Norwegii. Szacuje się, że w obozie zginęło około 10 000 Rosjan i 500 Włochów.
Po wojnie część zwłok ekshumowano i pochowano na cmentarzu w Boguszach. Spoczywa na nim 11 070 ofiar .

## Egzekucje w obozie
Zgodnie z zarządzeniami OKW, wśród jeńców wyszukiwano komisarzy politycznych, działaczy partyjnych i Żydów. W ten sposób wyselekcjonowana została grupa około 500 osób. Pierwszej egzekucji dokonał oddział policji na 80 jeńcach. Kolejnych 250 osób zginęło w końcu sierpnia lub na początku września, a trzecią egzekucję na 141 jeńcach wykonała 1 kompania 13 batalionu rezerwy policji z Ełku w dniu 3 października 1941. Ogółem w wyniku egzekucji zginęło 471 osób.

## Obsada komendy obozu
Obsada w 1941:
- komendant obozu – major von Rintelen
- adiutant komendanta – kapitan Hachenberg
- oficer kontrwywiadu – kapitan Stiehl
- oficer obozowy – kapitan Voigt

## Upamiętnienie
Przy drodze Prostki-Grajewo, na terenie byłego obozu, wzniesiono pomnik. Na obelisku znajduje się tablica z tekstem : 

22.VII.1944-22.VII.1959. Tu na obszarze 50 ha od 1941 do 1945 roku znajdowało się miejsce kaźni ludności różnych narodów hitlerowski obóz koncentracyjny. Nigdy więcej wojny! Społeczeństwo powiatu Grajewskiego.

Cmentarz zbiorczy ofiar obozu. Na obelisku, na cmentarzu w Boguszach znajduje się tablica z tekstem : 

Tu spoczywa 12 500 sowieckich, włoskich i francuskich jeńców wojennych zamordowanych i zmarłych w niemieckim obozie jenieckim Stalag 56 i Stalag 373 w Prostkach oraz osób cywilnych – Polaków i Żydów – ofiar obozy przejściowego Sammellager w Boguszach w latach 1942–1944. CZEŚĆ ICH PAMIĘCI.